# Бодео 1889
Револьвер Бодео (итал. Pistola a Rotazione, Sistema Bodeo, Modello 1889) назван именем председателя комиссии Карло Бодео (итал. Carlo Bodeo), рекомендовавший его для итальянской армии в 1889 году. В 1891 году револьвер Бодео был принят на вооружение итальянской армией под официальным названием Pistola Rotazione, Sistema Bodeo, Modello 1889. Был принят на вооружение Вермахта под обозначением Revolver 680(i), в качестве альтернативного оружия (можно предположить ограниченное использование в частях, дислоцировавшихся на территории Италии).

## Конструкция
Ствол привинчен к рамке, барабан заряжается через откидывающуюся дверцу. Поочерёдное экстрактирование стреляных гильз происходило благодаря шомполу, который в нерабочем состоянии размещался в полой центральной оси барабана и переводился в рабочее положение с помощью поворотного устройства, смонтированного на стволе (аналогично револьверам системы Нагана). Зарядная дверца соединена с курком, — так называемая дверца Абади. При открывании отключает курок, позволяя использовать спусковой крючок только для поворотов барабана.

## Варианты
Модель 1889 изначально имела две версии: офицерскую и солдатскую. Различие состояло в том, что у офицерской модели спусковой крючок был обычного типа, а у солдатской спусковой крючок был складывающимся и не имел защитной скобы. Кроме того различался внешний вид головки шомпола: у офицерской модели головка в виде двойного диска, у солдатской в виде одинарного. Поздние офицерские модели имели укороченные стволы.
- револьвер «Модерн». Выпускался в период 1923—1927 годов. Это был тот же Бодео М1889, но с круглым стволом длиной 85 мм (у предыдущих вариантов — восьмигранный ствол длиной 115 мм). Револьверы раннего выпуски имели боёк смонтированный на курке, позднего — боёк в корпусе. Иногда назывались Темпини, по названию фирмы производителя[4].